# متلازمة عوز ناقلة الدوبامين
متلازمة عوز ناقلة الدوبامين (المعروفة أيضًا باسم داء خلل التوتّر-الباركنسونيّة الطفلي) هي اضطراب نادر في الحركة يؤدي إلى تفاقم خلل التوتر العضلي والباركنسونية. يعتبر أوّل عيب وراثي معروف في نقل الدوبامين.
متلازمة عوز ناقلة الدوبامين هي مرض نادر للغاية. وُصَفت حوالي 20 حالة فقط في الأدب الطبي. يعتقد الباحثون أن هذه الحالة من المحتمل أن تكون ناقصة التشخيص، لأنّ علاماتها وأعراضها تتداخل مع الاضطرابات الحركيّة الأخرى، بما في ذلك الشلل الدماغي.
يختلف زمن بدء الأعراض في متلازمة عوز ناقل الدوبامين، الذي يتراوح من مرض ذي بدء باكر (أوّل ستة أشهر) إلى حالات غير نمطيّة ذات بدء متأخر (في مرحلة الطفولة أو المراهقة أو البلوغ).

## الأعراض والعلامات
أهم أعراض متلازمة عوز ناقلة الدوبامين، التي تظهر لدى 80-99% من المرضى، هي أعراض الشلل الرعاشي أو باركنسون، وهو شذوذ عصبي ناتج عن تنكّس الخلايا المولّدة للدوبامين في المادة السوداء في الدماغ، ويتظاهر سريريًّا بالرعاش، والاهتزازات، وبطاءة الحركة، والصلابة، وصعوبة المشية وتشوّهها.
تظهر أعراض أخرى بشكل أقل شيوعًا (30-79%) مثل: بطاءة الحركة، والجذر المعدي المريئي، وفرط التوتر العضلي، والرقص.

## الأسباب
يعود سبب المتلازمة إلى حدوث طفرات في المورّثة SLC6A3، التي ترمّز للبروتين الناقل للدوبامين. على عكس الطفرات التي تزيد نشاط البروتين، وتتظاهر سريريًا بالاكتئاب، تسبّب الطفرة هنا نقص نشاط الناقل، فتتظاهر سريريًا بأعراض متلازمة عوز ناقلة الدوبامين. تتضمن طفرات «SLC6A3» المرتبطة بـمتلازمة عوز ناقلة الدوبامين:
- R85L
- A314V
- G386R
- R445C

يبدو أن العمر الذي تظهر فيه العلامات والأعراض مرتبط بدرجة نقص ناقلة الدوبامين. عندما تظهر شذوذات الحركة المرتبطة بالمتلازمة منذ الطفولة الباكرة، غالباً ما يكون نشاط الناقل أقل من 5% من المعدل الطبيعي. بينما المرضى الذين يتأخر لديهم ظهور الأعراض، يملكون مستويات أعلى إلى حد ما من نشاط النقل، لكن بالتأكيد أقل من النسبة لدى الشخص الطبيعي. يتوقّع الباحثون أن ارتفاع مستويات نشاط الناقل قد يؤخر ظهور المرض لدى هؤلاء الأفراد.
وراثة متلازمة عوز ناقلة الدوبامين من النوع المتنحي، ممّا يعني أن الشخص المصاب، يحمل نسختين من الجين المصاب بطفرات «SLC6A3». على هذا النحو، فإن كل شقيق للفرد المصاب لديه احتمال بنسبة 25% للإصابة، واحتمال 50% بأن يكون حامل للمورّثة دون ظهور أعراض لديه، و25% بألّا يكون حامل ولا مصاب، أي سليم تمامًا. بمجرّد اكتشاف مورّثة مُصابة بالطفرة في أحد أفراد أسرة ما، يجب إجراء اختبار الحمل المورّثي للأقارب المعرّضين للخطر، واختبارات ما قبل الولادة والتشخيص المورّثي السابق للانغراس للحوامل، التي تعتبر جزءًا أساسيًّا من الاستشارة الوراثيّة.

## العلاج
يمكن تقسيم العلاج إلى ثلاث فئات: علاج مظاهر متلازمة عوز ناقل الدوبامين، والوقاية من المضاعفات الثانوية، ومراقبة تقدم المرض الشامل.

### المظاهر السريريّة
تتضمّن المعالجة السيطرة على أعراض الرقص وعسر الحركة في المراحل المبكرة من متلازمة عوز ناقل الدوبامين باستخدام التيترابينازين والبنزوديازيبينات. التحكّم في خلل التوتر العصبي أكثر صعوبة، وتشمل أدوية الخط الأول براميبيكسول وروبينيول. بينما تشمل الأدوية المساعدة: تريكسكسفينيديل، وباكلوفين، وجابابنتين، وكلونيدين لخلل التوتر الحاد، وهيدرات كلورال، وبنزوديازيبينات لسورات خلل التوتر العضلي، أو حالة خلل التوتر العضلي.

### الوقاية من المُضاعفات الثانوية
يُوصَى بالعلاج الفيزيائي المنتظم للحدّ من مخاطر التقفع والتصلّب العضلي. قد تصبح التغذية صعبة، فتُأخَذ استراتيجيات التغذية البديلة في عين الاعتبار، بما في ذلك الأنابيب الأنفية المعوية أو تفييم المعدة والأمعاء عن طريق الجلد، وتكون ضرورية في حالة الخلل البصلي المتطوّر. يُستخدَم لقاح الإنفلونزا في تركيبة مع المضادات الحيوية الوقائية للوقاية من إنتانات الصدر.

### المراقبة
يُقيَّم المرضى كل ستة إلى  12شهر لكشف العلامات المبكرة لخلع الورك والعيوب الشوكية. يقيّم الأطباء خطر الاستنشاق الرئوي عند المريض، من خلال تقييم حركات البلع المنتظمة لديه، كما تُجرى فحوصات لتقييم الحالة التغذوية لضمان تناول السعرات الحرارية الكافية.

## منظمات الدعم
توجد مجموعة متنوعة من المجموعات التي تُعنى بالدعم والتواصل مع المرضى الآخرين، وتقديم خدمات قيمة. على سبيل المثال:
- المجتمع الدولي لمرضى باركنسون واضطراب الحركة.[6]

- اتّحاد مرض باركنسون واضطرابات الحركة.[7]

- مؤسسة الشلل الرعاشي.[8]

- جمعية الأمراض العصبية عند الأطفال.[9]